# Raquette River
Der Raquette River ist ein rechter Nebenfluss des Sankt-Lorenz-Stroms im Norden des US-Bundesstaats New York.
Der Fluss hat seinen Ursprung im Blue Mountain Lake in den Adirondack Mountains. Er fließt in überwiegend nördlicher Richtung. Dabei durchfließt er im Oberlauf die Seen Raquette Lake, Forked Lake, Long Lake und Tupper Lake. Danach befinden sich eine Reihe von Stauseen entlang dem Flusslauf: Carry Falls Reservoir, Stark Falls Reservoir, Blake Falls Reservoir, Rainbow Falls Reservoir und South Colton Reservoir. Der Fluss passiert im Anschluss die Stadt Potsdam sowie die Orte Norwood, Norfolk und Raymondville. Im Unterlauf wendet sich der Raquette River nach Nordosten, passiert Massena und mündet gegenüber von Cornwall und der Flussinsel Cornwall Island in den Sankt-Lorenz-Strom.
Der Fluss kann mit dem Kanu oder Kajak befahren werden.

## Wasserkraftanlagen
Am Raquette River befinden sich zahlreiche Wasserkraftwerke, die von Brookfield Power betrieben werden. Deren gesamte installierte Leistung liegt bei 181 MW.
Boralex betreibt nördlich von Potsdam das Laufwasserkraftwerk Sissonville mit 3 MW. Die Fallhöhe beträgt 4,88 m. Die Anlage wurde 1989–1990 erbaut. Die Ausbauwassermenge beträgt 60,4 m³/s, das Einzugsgebiet umfasst 434 km².
Wasserkraftanlagen am Raquette River in Abstromrichtung:
| Name             | Leistung in MW | Anzahl Turbinen | Lage | Betreiber          |
| ---------------- | -------------- | --------------- | ---- | ------------------ |
| Piercefield      | 3              | 3               | (⊙)  | Brookfield         |
| Stark            | 26             | 1               | (⊙)  | Brookfield         |
| Blake Falls      | 15             | 1               | (⊙)  | Brookfield         |
| Rainbow Falls    | 25             | 1               | (⊙)  | Brookfield         |
| Five Falls       | 5              | 2               | (⊙)  | Brookfield         |
| South Colton     | 21             | 1               | (⊙)  | Brookfield         |
| Higley           | 6              | 4               | (⊙)  | Brookfield         |
| Colton           | 30             | 3               | (⊙)  | Brookfield         |
| Hannawa          | 7              | 2               | (⊙)  | Brookfield         |
| Sugar Island     | 4              | 2               | (⊙)  | Brookfield         |
| East Dam Potsdam |                |                 | (⊙)  | Village of Potsdam |
| West Dam Potsdam | 2,5            | 2               | (⊙)  | Village of Potsdam |
| Sissonville      | 3              | 1               | (⊙)  | Boralex            |
| Hewittville      | 3              | 1               | (⊙)  | Brookfield         |
| Unvionville      | 3              | 1               | (⊙)  | Brookfield         |
| Norwood          | 3              | 1               | (⊙)  | Brookfield         |
| Yaleville        | 1              | 2               | (⊙)  | Brookfield         |
| East Norfolk     | 4              | 1               | (⊙)  | Brookfield         |
| Norfolk          | 5              | 1               | (⊙)  | Brookfield         |
| Raymondville     | 2              | 1               | (⊙)  | Brookfield         |